# Reguła Stokesa
Reguła Stokesa - dotyczy spektroskopii elektronowej, a szczególnie fluorescencji. Głosi ona, że:
Długości fali promieniowania fluorescencyjnego są większe od długości fali promieniowania wzbudzającego fluorescencję lub co najwyżej im równe.
Reguła ta wynika z faktu, że cząsteczka absorbująca (pochłaniająca) kwant promieniowania przechodzi z podstawowego stanu oscylacyjnego na jeden z poziomów wzbudzonego stanu oscylacyjnego. Cząsteczka traci nadmiar energii w wyniku zderzeń z innymi cząsteczkami. Powracając do stanu podstawowego emituje pozostałą energię w postaci promieniowania fluorescencyjnego, więc energia emitowanej fali jest mniejsza niż energia fali wzbudzającej fluorescencję, co przekłada się na długość (im mniejsza energia, tym większa długość fali i mniejsza częstotliwość).
Oznacza to, że pasmo fluorescencji będzie leżało zawsze w obszarze niższych częstości niż pasmo absorpcyjne, czyli będzie przesunięte w kierunku czerwieni.